# Кершоу, Джозеф
Джозеф Бревар Кершоу (англ. Joseph Brevard Kershaw) (5 января 1822 — 13 апреля 1894) — адвокат, судья и генерал армии Конфедерации в годы Американской гражданской войны. Известен удачными действиями при Фредериксберге и Геттисберге и не вполне удачными при Колд-Харбор.

## Ранние годы
Кершоу родился в Камдене, штат Южная Каролина. Он был сыном конгрессмена Джона Кершоу, и внуком Джозефа Кершоу (1727—1791), который переселился в Чарлстон из Йоркшира, а в 1758 году открыл склад «Joseph Kershaw & Company», вокруг которого впоследствии образовался городок Камден. Его отец служил в палате представителей штата и был членом 13-го Конгресса США.
Джозефу было 7 лет, когда умер его отец. Он обучался в нескольких школах Камдена, затем отправился в Чарлстон, где работал клерком на складах. Эта жизнь его не устроила, поэтому он вернулся в Камден и поступил в обучение к юристу Джону де Сассёру, после чего в возрасте 22 лет был допущен к юридической практике.
В 1844 году Кершоу женился на Лукреции Дуглас (1825—1902).
Он был партнером Джеймса Дикинсона и, когда в 1846 году началась война с Мексикой, они оба вступили в полк Palmetto Regiment. Джеймс был убит при Чурубуско, а Джозеф заболел лихорадкой и вернулся домой почти инвалидом. Жена помогла ему исправить здоровье, но к этому моменту война уже закончилась.
С 1852 по 1856 год он был членом сената штата.

## Гражданская война
Когда началась Гражданская война, он собрал полк южнокаролинского ополчения, стал его полковником и был направлен в Чарлстон, а затем на остров Морриса. Несколько рот этого полка были переведены в Вирджинию и включены в армию Конфедерации как 2-й Южнокаролинский пехотный полк.
Полк участвовал в первом сражении при Булл-Ран, в составе первой бригады генерала Бонэма. В тот день федеральная армия атаковала левый фланг армии Юга, и полк Кершоу был переброшен на этот фланг, но прибыл в самом конце сражения. Северяне были уже выбиты с холма Генри, но с холма Чинн-Ридж выдвигалась бригада Ховарда. Полк Кершоу и 8-й Южнокаролинский пехотный полк полковника Кэша пересекли поле у дома Генри, прошли мимо захваченных орудий Рикеттса и вышли к дороге Садли-Роуд, где открыли огонь по лесу с западной стороны дороги и по регулярному батальону Сайкса. Вскоре им на помощь подошла батарея Кемпера и развернулась на холме у орудий Рикеттса. Вскоре бригада Ховарда начала отступать, что привело к хаотичному отступлению федеральной армии. Командование послало полки Кершоу и Кэша вдогонку по Уоррентонской дороге. Они перешли Булл-Ран по Каменному мосту, но впереди у Сентервилла Кершоу заметил крупные силы противника и не решился его атаковать. Он запросил указаний от Борегара, но когда пришёл ответ, шанс окружить отступающих уже был упущен.
13 февраля 1862 года он был повышен до бригадного генерала и стал командовать бригадой в Северовирджинской армии генерала Ли. На этот момент бригада состояла из четырех южнокаролинских полков:
- 2-й Южнокаролинский пехотный полк: полк. Джон Кеннеди[англ.]
- 3-й Южнокаролинский пехотный полк: полк. Джеймс Нэнс
- 7-й Южнокаролинский пехотный полк: полк. Дэвид Эйкен
- 8-й Южнокаролинский пехотный полк: подп. Эхэлла Хул

Бригада Кершоу простояла под Манассасом до марта 1862 года. В феврале Кершоу посещал Ричмонд, где президент советовался с ним относительно предполагаемого отступления за Раппаханнок. 9 марта бригада покинула Манассас, 11 марта перешла Раппаханнок, и простояла на берегу реки до 19 марта, когда стало известно, что федеральная армия готовится высаживаться на Вирджинском полуострове. Тогда бригаду отправили в фургонах в Ричмонд, откуда на грузовых лодках переправили по реке Джеймс к Йорктауну. Бригада простояла под Йорктауном до начала мая, после чего командование приняло решение отступать к Ричмонду. Кершоу повёл бригаду на запад, и уже проходил Уильямсберг, когда началось сражение при Уильямсберге. Бригаду отправили назад, навстречу противнику, и она успела занять позиции у форта Магрудер.
Когда 31 мая началось сражение при Севен-Пайнс, бригада Кершоу стояла в тылу в качестве резерва. Но резервы так и не были введены в бой, и бригаде не удалось поучаствовать в сражении. В этом бою был ранен генерал Джонстон и командование армией принял Роберт Ли. 26 июня он начал Семидневную битву, атаковав противника при Бивердем-Крик и при Гейнс-Милл. Одновременно с сражением при Гейнс-Милл, 27 июня, генерал Магрудер задействовал бригаду Кершоу для отвлекающей атаки у Гарнетт-Фарм и Голдинг-Фарм.
Кершоу участвовал в Кампании на полуострове и в Северовирджинской кампании, однако его бригада не успела принять участие во втором сражении при Булл-Ран.

### Мерилендская кампания
В ходе последующей Мэрилендской кампании его бригада принимала участие в осаде Харперс-Ферри, причем именно его люди сделали первые выстрелы по противнику в том сражении. Во время этой кампании бригада Кершоу входила в состав дивизии Лафайета Мак-Лоуза.
Вместе с дивизией Мак-Лоуза он был переброшен под Шарпсберг, где дивизия — последний резерв генерала Ли — в последний момент успела остановить наступление XII федерального корпуса.

### Фредериксбергская кампания
Но основная известность пришла к Кершоу после сражения при Фредериксберге, где его бригада сменила бригаду Кобба у каменной стены у подножия высот Мари. На позициях у стены бригада Кершоу отбила атаку федеральной дивизии Гриффина и дивизии Хэмфриса. В этом бою бригада состояла уже из шести полков: к ней добавили 15-й Южнокаролинский полк из расформированной бригады Дрейтона и 3-й южнокаролинский батальон.

### Чанселорсвиллская кампания
В конце апреля 1863 года Потомакская армия начала манёвр в обход левого фланга армии Ли. Генерал Ли отправил на левый фланг дивизию Маклоуза, которая начала строить укрепления, но вскоре появился генерал Джексон и приказал дивизии наступать. Бригада Кершоу шла во второй линии дивизии, и когда началась перестрелка с противником (Это были первые выстрелы сражения при Чанселорсвилле), была задействована лишь частично. Столкнувшись с противником, северяне отступили в укрепления на Чанселорсвиллском плато. Утром 2 мая Кершоу получил приказа атаковать противника, чтобы поддержать атаку дивизии Джексона, но эта атака имела лишь частичный успех. В то же утро VI федеральный корпус начал наступление со стороны Фредериксберга в тыл армии Ли. Дивизию Маклоуза отправили навстречу, и она вышла к Салем-Чёч, где держала позицию бригада Уилкокса. Уже начиналось сражение при Салем-Чёч, Кершоу развернул бригаду в боевую линию, но федеральная атака была отбита в основном бригадой Уилкокса. Федеральный корпус отступил к броду Бэнкс-Форд, где занял оборонительную позицию. Утром 4 мая генерал Ли рассчитывал атаковать корпус у брода (Сражение при Бэнкс-Форд), но наступление задержалось до вечера. Маклоуз действовал нерешительно, и только бригада Кершоу двинулась вслед за отступающим противником и захватила несколько пленных.

### Геттисбергская кампания
В ходе битвы при Геттисберге бригада Кершоу принимала участие в сражении за Персиковый сад и в сражении на полу Уитфилд. Бригада Кершоу прибыла на позицию у Эммитсбергской дороги в 15:00 и развернулась там под прикрытием каменной стены. Кершоу получил несколько письменных распоряжений от Лонгстрита и Мак-Лоуза и также несколько устных рекомендаций. Он понял так, что после сигнального выстрела должен идти вперёд к зданию фермы Роуза (в 500 метрах перед его фронтом), оттуда атаковать высоту, известную как Каменистый холм, после чего развернуться влево и атаковать Персиковый сад. Дивизия Худа при этом будет находиться на его правом фланге.
Около 16:00 был дан условный выстрел; южнокаролинцы Кершоу перебрались через стену и построились в боевые линии. 8-й южнокаролинский полк полковника Джона Хэгана встал на крайнем левом фланге, правее встал 3-й Южнокаролинский батальон подполковника Уильяма Райса и ещё правее 2-й южнокаролинский полк полковника Джона Кеннеди (часть его рот была развёрнута в стрелковую цепь). Эти три полка составляли левое крыло бригады. Правое крыло составляли 3-й Южнокаролинский полк майора Роберта Маффета и 7-й Южнокаролинский полк полковника Эйкена. 15-й Южнокаролинский полк стоял отдельно, прикрывая артиллерию. Всего у Кершоу в линии было 1800 человек.
Бригада пошла вперёд, перешла Эммитсбергскую дорогу и двинулась через поля «ровными рядами, как на параде». Левое крыло вышло к сараю фермы Роуза, там ненадолго остановилось, чтобы выровнять ряды, а затем полки развернулись влево, фронтом к Персиковому саду. Около 30-ти федеральных орудий открыли огонь по бригаде Кершоу, бригаде Семса в его тылу и батареям Кейбелла. Между тем 3-й и 7-й полки миновали ферму Роуза (Кершоу запомнил, что картечь, подобно граду, барабанила по каменным стенам фермы). Порядки двух полков частично перемешались, поэтому Кершоу велел полковнику Айкину сместить свой полк немного вправо. В это время левое крыло уже подошло почти вплотную к федеральным позициям у Персикового сада, но кто-то услышал команду, отданную Айкину, неправильно её понял, и всё крыло начало разворот вправо. Этот несвоевременный манёвр под обстрелом артиллерии совершенно расстроил ряды полков левого крыла и привёл к колоссальным жертвам — полки потеряли почти треть своего состава.
На поле Уитфилд между тем держались остатки бригады Андерсона. Три полка Кершоу атаковали федеральную бригаду Тилтона и заняли холм Стоуни-Хилл, заставив отступить части дивизии генерала Барнса (бригады Тилтона и Швейцера, 654 и 1010 человек). Их отступление открыло фланг федеральной бригады Тробрианда, которая тоже стала отступать.
Однако в этот момент к Уитфилду подошла федеральная дивизия Джона Колдвелла из II корпуса Хэнкока, которая атаковала южнокаролинцев Кершоу. Это была фактически единственная крупная атака федеральной армии в том сражении. Атака бригады Зука и ирландской бригады Келли пришлась на 7-й, правофланговый полк бригады Кершоу, который держался некоторое время, но, атакованный с фланга, в итоге стал отступать. Бригада Пола Семса отставала и не смогла прикрыть его правый фланг.
Противнику не очень удавалось наступать с фронта, но он постепенно обходил меня с правого фланга. Холм и лес не позволял мне видеть мое левое крыло, весь мой штаб был там, позиция 15-го полка тоже была неизвестна, а 7-й отошел в тыл, так что я боялся, что храбрые парни вокруг меня будут окружены, поэтому приказал 3-му полку и 15-му джорджианскому отступить к каменному дому, и сам последовал за ними.
Кершоу отвел бригаду на удобную оборонительную позицию и она простояла там до 4 июля, когда был получен приказ отступать к Монтеррейскому ущелью. 6 июля бригада прошла Хагерстаун, а 14 июля перешла Потомак. Оттуда бригада пошла в Калпепер, куда прибыла 24 июля.

### На западе
В конце лета было принято решение отправить корпус Лонгстрита в Теннеси на помощь генералу Брэггу. Утром 15 сентября бригада Кершоу погрузилась в поезда на станции Уайт-Оак-Стейшен и 18 сентября прибыла в Джорджию, на станцию Катуза, откуда 19 сентября пришла в городок Рингольт и соединилась с бригадой Хэмфриза. Той же ночью они перешли реку Чикамога и встали лагерем около лагеря дивизии Худа. В этот день уже началось сражение при Чикамоге. 20 сентября, на второй день сражения, дивизия Худа стояла в резерве, а бригады Кершоу и Хэмфриса в 09:00 получили приказ её поддерживать. В 11:10 Лонгстрит приказал начинать атаку. (263—273)

### Оверлендская кампания
Генерал Мак-Лоуз был отдан под трибунал за свои действия под Ноксвиллом, и дивизию временно принял Кершоу. Он командовал ею, когда в середине апреля корпус Лонгстрита был переведён в Вирджинию. 4 мая Маклоуз был официально отстранён от командования и Кершоу стал постоянным командиром дивизии. К началу мая 1864 года она состояла из четырёх бригад:
- Бригада бригадного генерала Гуди Брайана
- Бригада полковника Бенжамена Хэмфриса
- Бывшая бригада Кершоу (под ком. полковника Джона Хэнагана)
- Бригада бригадного генерала Уильяма Уоффорда

#### Глушь
В начале мая 1864 года Северовирджинская армия занимала позиции к югу от реки Рапидан, ожидая наступления Гранта. Корпуса Юэлла и Хилла занимали укрепления вдоль реки, а корпус Лонгстрита (дивизии Кершоу и Филда) стоял в тылу у Гордонсвилла. 2 мая стало очевидно, что Грант задумывает обход правого фланга армии Юга. 4 мая в 11:00 Лонгстрит приказал двум своим дивизиям свернуть лагерь у Гордонсвилла и идти к местечку Ричардс-Шоп на дороге Катарпин-Роуд. Ли первоначально задумывал вывести корпус Лонгстрита во фланг федеральной армии по Катарпин-Роуд, но критическое положение, в которое попала дивизия Хета 5 мая заставило его переориентировать корпус и отправить его на усиление Хета на Пленк-Роуд. Дивизии Лонстрита уже совершили два марша по 16 миль и не все части ещё пришли в лагерь, поэтому Лонгстрит решил дать людям немного отдохнуть, и выступить 6 мая в 01:00. Впереди шла дивизия Кершоу, за ним дивизия Филда, и за ними артиллерия Александера. Дорога, по которой шел корпус, уже заросла кустарником, и по обеим её сторонам колеса повозок проложили колеи. Корпус шёл в полной темноте, застревая в кустарнике и сбиваясь с пути. В 04:00 начало светать. Кершоу и Филд должны были сменить на позиции Хета и Уилкокса, но они не успели, в 05:30 Хет был атакован и обращён в бегство. Его дивизия отступала через поле Таппа, когда подошёл корпус Лонгстрита. Корпус шёл по Оринж-Пленк-Роуд со стороны Паркерс-Стор, двумя колоннами: дивизия Чарльза Филда по левой стороне дороги, а дивизия Кершоу по правой. Они шли идеальным строем, сомкнутыми рядами, без отстающих, прямо сквозь толпы отступающих, и одному очевидцу они напомнили реку, которая при впадении в море идёт мощным потоком среди волн.
Кершоу первым начал разворачиваться с южной стороны дороги. Первой шла южнокаролинская бригада Хэнагана, линия которой сразу была нарушена отступающими частями Хета и Уилкокса. За Хэнаганом шла миссисипская бригада Хэмфриса. Атака этих бригад застала федералов врасплох. Передовые федеральные линии дрогнули и порядки их начали рушиться. У федеральных военных уже заканчивались патроны, их строй был нарушен наступлением через заросли, так что многие офицеры потеряли свои подразделения. Дивизии Бирни и Мотта начали отступать. Во второй линии шла дивизия Гетти, но две её бригады уже были переброшены на правый фланг, поэтому атака Кершоу пришлась на одну только вермонтскую бригаду Льюиса Гранта. Вермонтская бригада оказалась на удобной позиции, и успела занять укрепления, наспех возведенные ночью корпусом Хилла. На помощь ей пришли бригады Оуэна и Кэролла, но они были слишком дезорганизованы. Кершоу, между тем, ввёл в бой третью бригаду — Гуди Брайана. Все три его бригады теперь выстроились в одну линию и состыковались флангом с дивизией Филда. Гордон Реа писал, что атака Кершоу была так же впечатляюща, как и атака Филда, особенно с учётом того, что среди командиров не было профессиональных военных: Кершоу и Хэнаган были юристами, а Хэмфрис и Брайан — плантаторами.